# Gábor Király
Gábor Király, né le 1er avril 1976 à Szombathely, est un footballeur international hongrois jouant au poste de gardien de but entre 1993 et 2019. 
Il est le joueur hongrois en activité comptant le plus de sélections (108). Il est aisément reconnaissable sur le terrain au fait qu'il porte des pantalons de survêtement gris en coton épais, au lieu des shorts ou collants habituels des gardiens.

## Biographie

### En club

#### Les débuts en Hongrie
Né dans la ville de Szombathely, Gabor Kiraly fait ses débuts professionnels dans le club local du Szombathelyi Haladás en 1993. Gardien de haute taille (1,91 m), il dispute près d'une centaine de matches avant d'émigrer vers la Bundesliga, et le club du Hertha Berlin.

#### Hertha BSC
Initialement second choix derrière Christian Fiedler, Kiraly reçoit sa chance à la fin du mois de septembre 1997 après une série de sept matches sans victoires du Hertha. Il s'impose dans les cages berlinoises et joue plus de 250 matches. 
Mais à l'aube de la saison 2003-04, le nouvel entraîneur Hans Meyer (football) choisit de relancer Fiedler et Kiraly est relégué sur le banc. Il ne jouera que le dernier quart d'heure de la dernière rencontre de la saison. En fin de contrat, il choisit de partir vers l'Angleterre.

#### Crystal Palace
Engagé en même temps que le gardien argentin Julián Speroni, Kiraly lui est finalement préféré. Il prend part à l'essentiel de la saison en Premier League, mais ne peut éviter la relégation de son club en deuxième division. Il demeure entre les perches de Palace lors du championnat suivant, prenant part à 43 des 46 matches de la compétition.
À la fin de la saison 2005-06, l'arrivée de Scott Flinders semble changer la donne du côté de Kiraly, qui craignait l'arrivée de l'international U20 anglais. Mais le jeune Flinders ne parvient pas à saisir sa chance.
Kiraly est ensuite prêté à West Ham United, pour le compte duquel il ne fera pas la moindre apparition, restant cantonné au banc les trois seules fois où il a figuré sur la feuille de match. De retour à Palace, il est prêté en Premier League, dans le club d'Aston Villa, qui devait pallier les blessures des deux portiers Thomas Sørensen et Stuart Pearce. Le retour des deux joueurs en janvier 2007 met un terme au parcours de Kiraly avec les Villains. Si le gardien hongrois reprend sa place à Crystal Palace, il est finalement éjecté à trois matches de la fin de la saison au profit de Julián Speroni.

#### Burnley
Libéré par Palace, il signe à Burnley où il compte une trentaine d'apparitions en 18 mois. À la suite de la blessure de l'un des gardiens du Bayer Leverkusen, Kiraly, cantonné au banc est prêté en Bundesliga mais ne montera pas au jeu.

#### Munich 1860
En fin de contrat avec Burnley, le gardien hongrois retrouve l'Allemagne et signe à Munich 1860. En cinq saisons, il dispute près de 200 matches avec l'équipe munichoise. Il est écarté du groupe après une altercation avec son coéquipier Gary Kagelmacher.

#### Fulham
Le retour du portier hongrois en Angleterre est un échec, Kiraly ne prenant part qu'à trois rencontres sur la saison.

#### Retour en Hongrie
À l'été 2015, Gabor Kiraly, âgé de 39 ans, choisit de rentrer  chez lui au pays, dans le club qui l'a lancé dans le foot professionnel, le Szombathelyi Haladás. Il y ouvre même une école de gardien de but.
Le 22 mai 2019, il annonce mettre un terme à sa carrière après vingt-six ans en professionnel.

### Avec la sélection nationale
Gabor Kiraly fête sa première sélection contre l'Autriche en mars 1998, et se signale d'entrée en stoppant un penalty d'Anton Polster après quelques minutes.
Titulaire indiscuté avec la Hongrie, il paie les frais de la défaite subie à Malte en 2006, qui écarte à l'époque la sélection magyare de la course à l'Euro 2008. Non appelé pendant 3 ans, il revient en sélection en 2009 comme doublure de Gábor Babos.
Le 12 novembre 2015, il fête sa 100e sélection avec la Hongrie lors de la victoire en Norvège en barrage aller pour l'Euro 2016 (0-1). Quelques jours plus tard, le 15 novembre 2015, sa 101e sélection coïncide avec la première qualification hongroise pour un grand tournoi depuis la Coupe du monde 1986.
Le 14 juin 2016, il devient le joueur le plus vieux à disputer un Euro, à l'occasion de sa première grande compétition internationale, à l'âge de quarante ans. Le 27 juin 2016, au lendemain de l'élimination hongroise contre la Belgique en huitième de finale (0-4), Kiraly, brillant face aux Diables Rouges, ne « sait pas encore » s'il continuera à défendre les filets magyars lors des éliminatoires pour la Coupe du Monde 2018. Il annonce finalement prendre sa retraite internationale le 2 août 2016, effectuant cependant une dernière sélection lors d'un match amical contre la Suède le 15 novembre 2016.

## Palmarès
- Hertha Berlin
  - Vainqueur de la Coupe de la Ligue allemande en 2001 et 2002.

## Statistiques
| Saison                | Club                  | Championnat           | Championnat | Championnat | Coupe(s) nationale(s) | Coupe(s) nationale(s) | Compétition(s) continentale(s) | Compétition(s) continentale(s) | Compétition(s) continentale(s) | Hongrie | Hongrie | Total | Total |
| Saison                | Club                  | Division              | M.          | B.          | M.                    | B.                    | Comp.                          | M.                             | B.                             | M.      | B.      | M.    | B.    |
| 1993-1994             | Szombathelyi Haladás  | D1                    | 15          | 0           | -                     | -                     | -                              | -                              | -                              | -       | -       | 15    | 0     |
| 1994-1995             | Szombathelyi Haladás  | D2                    | 29          | 0           | -                     | -                     | -                              | -                              | -                              | -       | -       | 29    | 0     |
| 1995-1996             | Szombathelyi Haladás  | D1                    | 19          | 0           | -                     | -                     | -                              | -                              | -                              | -       | -       | 19    | 0     |
| 1996-1997             | Szombathelyi Haladás  | D1                    | 33          | 0           | -                     | -                     | -                              | -                              | -                              | -       | -       | 33    | 0     |
| Sous-total            | Sous-total            | Sous-total            | 96          | 0           | -                     | -                     | -                              | -                              | -                              | -       | -       | 96    | 0     |
| 1997-1998             | Hertha Berlin         | D1                    | 27          | 0           | 1                     | 0                     | -                              | -                              | -                              | 1       | 0       | 29    | 0     |
| 1998-1999             | Hertha Berlin         | D1                    | 34          | 0           | 3                     | 0                     | -                              | -                              | -                              | 11      | 0       | 48    | 0     |
| 1999-2000             | Hertha Berlin         | D1                    | 27          | 0           | 2                     | 0                     | C1                             | 12                             | 0                              | 7       | 0       | 48    | 0     |
| 2000-2001             | Hertha Berlin         | D1                    | 34          | 0           | 5                     | 0                     | C3                             | 6                              | 0                              | 7       | 0       | 52    | 0     |
| 2001-2002             | Hertha Berlin         | D1                    | 25          | 0           | 4                     | 0                     | C3                             | 4                              | 0                              | 8       | 0       | 41    | 0     |
| 2002-2003             | Hertha Berlin         | D1                    | 33          | 0           | 3                     | 0                     | C3                             | 8                              | 0                              | 9       | 0       | 53    | 0     |
| 2003-2004             | Hertha Berlin         | D1                    | 18          | 0           | 4                     | 0                     | C3                             | 2                              | 0                              | 5       | 0       | 29    | 0     |
| Sous-total            | Sous-total            | Sous-total            | 198         | 0           | 22                    | 0                     | -                              | 32                             | 0                              | 48      | 0       | 300   | 0     |
| 2004-2005             | Crystal Palace        | D1                    | 32          | 0           | 2                     | 0                     | -                              | -                              | -                              | 9       | 0       | 43    | 0     |
| 2005-2006             | Crystal Palace        | D2                    | 43          | 0           | 5                     | 0                     | -                              | -                              | -                              | 8       | 0       | 56    | 0     |
| 2006-2007             | Crystal Palace        | D2                    | 29          | 0           | -                     | -                     | -                              | -                              | -                              | 5       | 0       | 34    | 0     |
| Sous-total            | Sous-total            | Sous-total            | 104         | 0           | 7                     | 0                     | -                              | -                              | -                              | 22      | 0       | 133   | 0     |
| 2006-2007             | West Ham United       | D1                    | 0           | 0           | -                     | -                     | -                              | -                              | -                              | -       | -       | 0     | 0     |
| 2006-2007             | Aston Villa           | D1                    | 5           | 0           | 1                     | 0                     | -                              | -                              | -                              | -       | -       | 6     | 0     |
| 2007-2008             | Burnley FC            | D2                    | 27          | 0           | 2                     | 0                     | -                              | -                              | -                              | -       | -       | 29    | 0     |
| 2008-2009             | Burnley FC            | D2                    | 0           | 0           | -                     | -                     | -                              | -                              | -                              | -       | -       | 0     | 0     |
| 2008-2009             | Bayer Leverkusen      | D1                    | 0           | 0           | -                     | -                     | -                              | -                              | -                              | -       | -       | 0     | 0     |
| Sous-total            | Sous-total            | Sous-total            | 32          | 0           | 3                     | 0                     | -                              | -                              | -                              | -       | -       | 35    | 0     |
| 2009-2010             | TSV 1860 Munich       | D2                    | 33          | 0           | 3                     | 0                     | -                              | -                              | -                              | 3       | 0       | 39    | 0     |
| 2010-2011             | TSV 1860 Munich       | D2                    | 33          | 0           | 2                     | 0                     | -                              | -                              | -                              | 8       | 0       | 43    | 0     |
| 2011-2012             | TSV 1860 Munich       | D2                    | 32          | 0           | 2                     | 0                     | -                              | -                              | -                              | 5       | 0       | 39    | 0     |
| 2012-2013             | TSV 1860 Munich       | D2                    | 34          | 0           | 1                     | 0                     | -                              | -                              | -                              | 3       | 0       | 38    | 0     |
| 2013-2014             | TSV 1860 Munich       | D2                    | 34          | 0           | 2                     | 0                     | -                              | -                              | -                              | 1       | 0       | 37    | 0     |
| 2014-2015             | TSV 1860 Munich       | D2                    | 2           | 0           | -                     | -                     | -                              | -                              | -                              | -       | -       | 2     | 0     |
| Sous-total            | Sous-total            | Sous-total            | 168         | 0           | 10                    | 0                     | -                              | -                              | -                              | 20      | 0       | 198   | 0     |
| 2014-2015             | Fulham FC             | D2                    | 4           | 0           | 1                     | 0                     | -                              | -                              | -                              | 5       | 0       | 10    | 0     |
| Sous-total            | Sous-total            | Sous-total            | 4           | 0           | 1                     | 0                     | -                              | -                              | -                              | 5       | 0       | 10    | 0     |
| 2015-2016             | Szombathelyi Haladás  | D1                    | 33          | 0           | -                     | -                     | -                              | -                              | -                              | 12      | 0       | 45    | 0     |
| 2016-2017             | Szombathelyi Haladás  | D1                    | 19          | 0           | -                     | -                     | -                              | -                              | -                              | 4       | 0       | 23    | 0     |
| 2017-2018             | Szombathelyi Haladás  | D1                    | 31          | 0           | -                     | -                     | -                              | -                              | -                              | -       | -       | 31    | 0     |
| 2018-2019             | Szombathelyi Haladás  | D1                    | 24          | 0           | -                     | -                     | -                              | -                              | -                              | -       | -       | 24    | 0     |
| Sous-total            | Sous-total            | Sous-total            | 97          | 0           | -                     | -                     | -                              | -                              | -                              | 16      | 0       | 113   | 0     |
| Total sur la carrière | Total sur la carrière | Total sur la carrière | 699         | 0           | 43                    | 0                     | -                              | 32                             | 0                              | 108     | 0       | 882   | 0     |